# 植物乳杆菌
植物乳杆菌旧名 Lactobacillus arabinosus，植物乳桿菌細胞是末端圓的桿狀體，直線型，通常寬 0.9-1.2 μm，長 3-8 μm，大部分是單個、成對或呈短鏈狀。是乳杆菌属中较为广泛分布的成员，存在於唾液（该菌第一次被分离时即来自唾液）及许多发酵食品中。植物乳杆菌拥有乳酸菌当中最庞大的基因组，有很强的适应性。该菌可以在摄氏10至45度的温度下生长，并且适应3.2-4.2或更高的pH值水平。  冷藏(4 °C)儲存的植物乳桿菌，活菌數仍然很高，而在室溫下儲存的產品中觀察到計數顯著減少 (25 ± 1 ° C）

## 代谢
植物乳杆菌是一种革兰氏阳性厌氧菌，生长于高于15 °C（59 °F）但不超过45 °C（113 °F）的温度，并产生两种异构体的乳酸(D L)。该菌及与该菌有亲缘关系的乳酸菌可以通过一种不需要呼吸链与细胞色素的不寻常的方式进行有氧呼吸，最终产物时过氧化氢。据推测，产生的过氧化物可以作为同有相同食物来源的细菌竞争的武器。该微生物体内会积累毫摩尔级的锰的聚磷酸盐，用于代替在其他耐氧的细胞中普遍存在的超氧化物歧化酶发挥保护作用。锰离子也被植物乳杆菌利用在过氧化氢酶中用以降低活性氧类的水平。由于含锰化合物保护细胞的化学过程会被铁元素破坏，这些细胞事实上是不含有铁原子的；相比之下，大致相当数量的大肠杆菌的细胞中可能包含超过一百万个铁原子。因此，植物乳杆菌不能制造活性需要血红素的酶，比如真正的过氧化氢酶。
植物乳杆菌和许多其他的乳酸菌一样，可以用MRS培养基进行培养。

## 产品与应用

### 青贮饲料
植物乳杆菌是最常见的用于青贮饲料的菌剂。在厌氧条件下的青贮饲料中，这些微生物体迅速成为占据主导地位的微生物群，并且在48小时内通过EMP途径开始产生乳酸和醋酸，进一步削弱其他微生物对它们的竞争。在这样的条件下，植物乳杆菌被发现通过制造高水平的异源蛋白质保持较高的竞争力。这使得植物乳杆菌可以被用来对木质纤维素生物物质的生物预处理当中。

### 食品
植物乳杆菌在许多发酵食品中都能够被发现，这些食品包括泡菜，腌菜，盐渍橄榄中，朝鲜泡菜，尼日利亚的奥吉，老麵以及其他的发酵植物源的食品，同时也能够在一些奶酪，发酵香肠和鳕鱼干中能发现该菌。在食品中存在较高水平的该菌也使得其成为一个理想的发展益生菌的备选材料。在2008年的一项由Juana Frias等人进行的研究中植物乳杆菌被应用来降低大豆粉的致敏性。结果表明，根据在试验中所使用的血清的敏感性，相对于其他微生物，由植物乳杆菌发酵的大豆粉显示最有效的减少了免疫球蛋白E的免疫反应(96-99%)。植物乳杆菌还在dadiah中被发现，这是一种在印度尼西亚的米南佳保人的部落中的传统由水牛奶发酵制做的食品。

### 治疗
植物乳杆菌具有明显的抗氧化活性，也有助于保持肠道通透性。 它能够抑制肠道内产气的细菌的生长并且可能对一些IBS患者有益。 植物乳杆菌已经在实验中被发现可以增加海马体的脑源性神经营养因子，这意味着植物乳杆菌可能在抑郁症的治疗中发挥有益的作用。 植物乳杆菌在人类的胃肠道中存货的能力使得它能够作为运输药物或蛋白质的载体。
植物乳杆菌是益生菌的成分之一。这种专有的、标准化的，定制的活菌制品可结合传统疗法来治疗溃疡性结肠炎，并需要处方。

### 抗菌性
植物乳杆菌产生抗菌物质的能力有助于其在人类的胃肠道中生存。这些抗菌物质显现出对革兰氏阴性菌与革兰氏阳性菌有显著的影响。

### 对抗艾滋病的并发症的活性
作为最初的艾滋病毒感染的结果，肠道被发现是一个初期的免疫活动的中心。 肠道中的疫系统的潘氏细胞通过产生IL-1β攻击艾滋病毒，其结果是巨大的附带损害，导致肠壁脱落（症状表现为腹泻）。这种肠壁的损伤允许其他病原体，例如隐球菌种的入侵人体，导致艾滋病的并发症，如隐球菌病（这种病原体代表了60％-70％的所有艾滋病的并发症的情况， ，但不一定仅仅通过肠道感染）。植物乳杆菌能够减少（破坏）IL-1β，减弱炎症并加速肠道的修复过程使其在数小时内完成。

## 生物化学
整个基因组最近已被测序，并且奢侈基因的和管家基因表达的启动子库的都在发展，这增加了植物乳杆菌的实用性。该菌也常作为烟酸生物测定实验中的指示生物，特别是根据AOAC国际官方方法944.13，因为这是一个烟酸营养缺陷体。

## 安全性
植物乳杆菌安全性评级为“通常认为安全”（GRAS），并已被欧洲食品安全局 (EFSA) 的“合格安全假设” (QPS) 清单中。